# اچ‌ای۱۳۲۷–۲۳۲۶
اچ‌ای۱۳۲۷–۲۳۲۶ یک ستاره است که در صورت فلکی مار باریک قرار دارد.

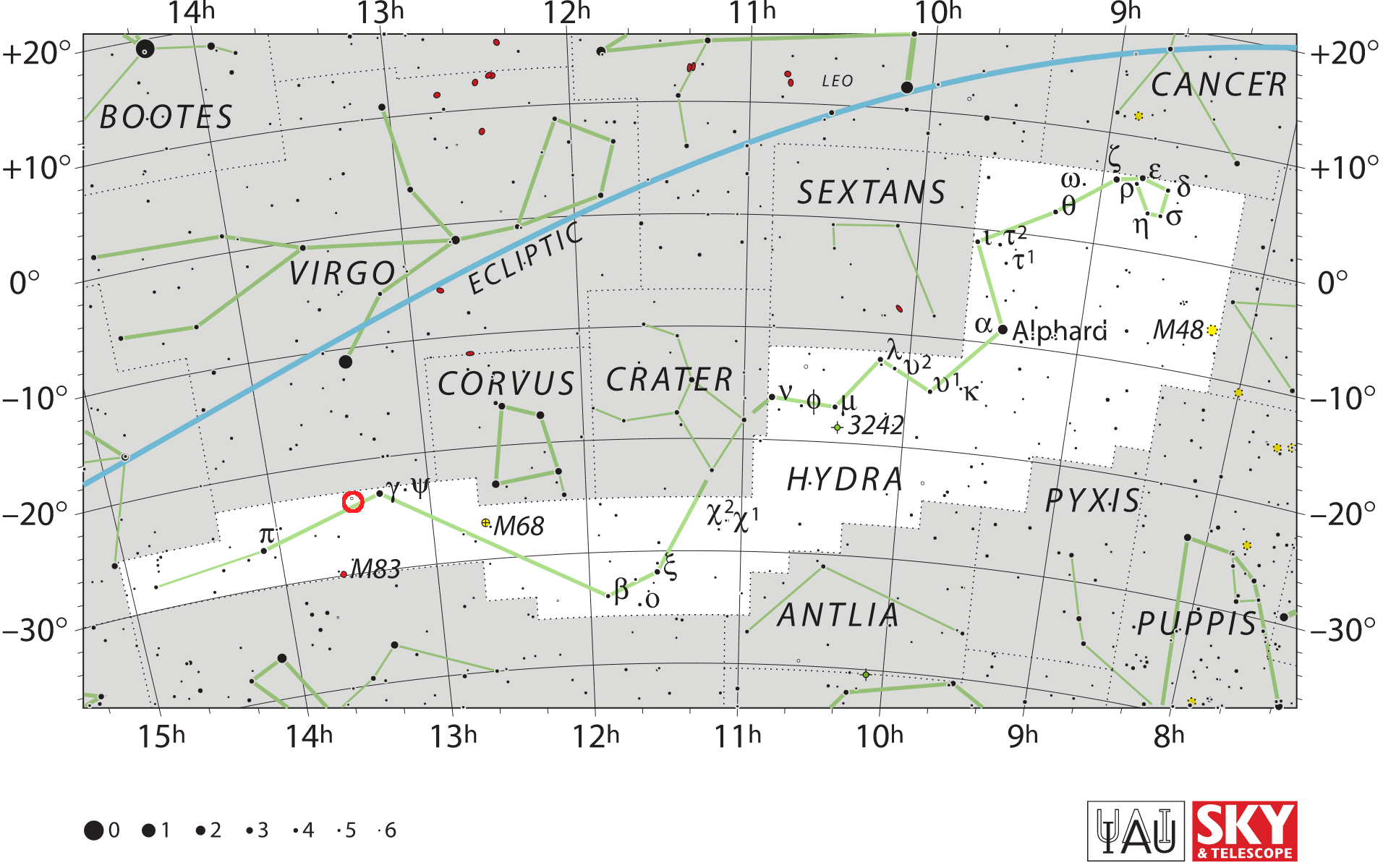
محل قرارگرفتن ستارهٔ اچ‌ای۱۳۲۷-۲۳۲۶ با دایرهٔ قرمز مشخص شده‌است. (گوشهٔ پایین سمت چپ) - ۲۰۲۱